# Max Rieple

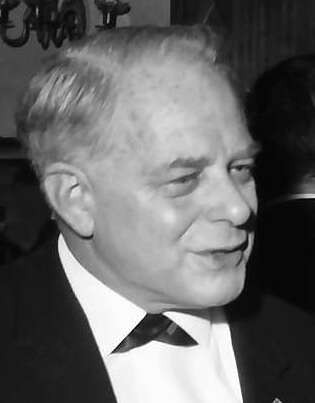
Max Rieple (1963)

Max Rieple (* 13. Februar 1902 in Donaueschingen; † 16. Januar 1981 ebenda) war ein deutscher Schriftsteller, Lyriker und Übersetzer aus dem Französischen ins Deutsche.

## Leben und Wirken
Rieple besuchte das Fürstenberg-Gymnasium in Donaueschingen, wo er 1920 sein Abitur machte. Im Anschluss studierte er Jura, Kunstgeschichte und Musik an den Universitäten in Heidelberg, Freiburg und München. Zeitweise betrieb er ein Textilgeschäft.
Später wurde er freier Schriftsteller. Im Zeitraum von 1947 bis 1960 war Rieple Präsident der Gesellschaft der Musikfreunde in Donaueschingen und gilt als Erneuerer der Donaueschinger Musiktage. 1956 heiratete er Anna Kitzel, die in Donaueschingen die Scheffel-Apotheke leitete. Aus der Ehe gingen die beiden Kinder Angela und Thomas hervor.  Besondere Bekanntheit erlangte Max Rieple vor allem durch seine zahlreichen Landschafts- und Reisebücher.

## Ehrungen und Auszeichnungen (Auswahl)
- Im August 1953 wurde Rieple das Bundesverdienstkreuz 1. Klasse verliehen.[2]
- 1960 wurde er mit dem Ordre des Palmes Académiques in der Stufe Officier ausgezeichnet.[2]
- 1976 erhielt er die Verdienstmedaille des Landes Baden-Württemberg.[2]
- In Donaueschingen wurde nach ihm der Max-Rieple-Platz benannt.[2][4]
- In Freiburg im Breisgau wurde der Max-Rieple-Weg nach ihm benannt.[5]

## Veröffentlichungen (Auswahl)

### Literarisches
- Das französische Gedicht. Eine zweisprachige Anthologie mit Nachdichtungen. Südverlag, Konstanz o. J.
- Lilie und Lorbeer. Französische Dichtung des 15. bis 18. Jahrhunderts. Übertragungen von Max Rieple. Klemm, Freiburg i. Br. o.J.
- Ausgewählte Gedichte. Braun, Karlsruhe 1953.
- Bodensee-Sonette. Schauenburg, Lahr 1955.
- Die Sonette und Elegien der Louïze Labé. Übertragen und mit einer Einführung versehen von Max Rieple. Steinklopfer, Fürstenfeldbruck 1957.
- Das französische Gedicht vom 15. bis 18. Jahrhundert. Eine zweisprachige Anthologie. Goldmann, München 1963.
- Das französische Gedicht des 19. und 20. Jahrhunderts. Eine zweisprachige Anthologie. Goldmann, München 1963.
- Der Tag war viel zu kurz. Stieglitz-Verlag Händle, Mühlacker 1976. ISBN 978-3-7987-0160-1.
- Purzelbäume. Stieglitz-Verlag Händle, Mühlacker 1976. ISBN 978-3-7987-0172-4.
- Der Ton im Flötenrohr. Gedichte. Theiss, Stuttgart 1977. ISBN 978-3-8062-0159-8.
- Liebe ist nicht nur ein Wort. Gedichte. Badenia-Verlag, Karlsruhe 1981. ISBN 978-3-7617-0186-7.
- Du aber bist der Atem: religiöse Gedichte. Badenia-Verlag, Karlsruhe 1981. ISBN 978-3-7617-0190-4.
- … Und es lohnt sich doch: die kleine Welt der Kranken. (= Schriftenreihe zur Meditation, Band 49). Kaffke, München 1984.

### Reisebücher und Landeskunde
- Land um die junge Donau. Ein besinnlicher Heimatführer. Südverlag, Konstanz, o. J. (1951).
- Reiches Land am Hochrhein. Ein besinnlicher Heimatführer vom Bodensee bis Basel. Rosgarten-Verlag, Konstanz 1954.
- Damals als Kind. Klemm, Freiburg i. Br. 1955.
- Die vergessene Rose. Die schönsten Sagen aus Baden und Württemberg. Stähle & Friedel, Stuttgart 1957.
- Otto Siegl (Komponist) und Max Rieple (Text): Tanz auf der Wiese: Sonnenrunder Löwenzahn leuchtet. Chor-Partitur. Engels, Müllheim/Ruhr 1959.
- Goldenes Burgund. Hallwag, Bern 1961.
- Rund um Badenweiler. Kunst und Historie im Dreiländereck. Rosgarten-Verlag, Konstanz 1962.
- Kleine Kräuter-Apotheke. Kräuter nach alten Rezepten in Versen zusammengemengt. Hyperion-Verlag, Freiburg i. Br. 1962.
- (zusammen mit Albert Allgaier): Erlebter Schwarzwald. Ein Gesamtbild des Schwarzwaldes für den Wanderer, Autofahrer, Natur-, Kunst- und Heimatfreund. Anhänge mit über 200 Tourenvorschlägen, den Höhenwegen des Schwarzwaldes und Verzeichnis der Unterkunftshäuser, Jugendherbergen, Campingplätze, Aussichtstürme und Heimatstuben. Stähle & Friedel, Stuttgart 1962.
- Malerisches Elsass. Hallwag, Bern 1964.
- Die Räderspur. Dreiländer-Verlag, Todtmoss 1964.
- (zusammen mit Albert Allgaier): Verliebt in den Bodensee. Landschaft, Geschichte, Kunst und Brauchtum des Bodenseeraums. Anhang mit 130 Wandervorschlägen, Rundtouren für Autofahrer, Wissenswertes über den Wassersport, die Bodenseeschiffahrt, Jugendherbergen, Camping- und Caravaningplätze. Stähle & Friedel, Stuttgart 1965.
- Sagen und Schwänke vom Schwarzwald. Rosgarten-Verlag, Konstanz 1965.
- Geheimnisvolle Bretagne. Hallwag, Bern 1965.
- (zusammen mit Albert Allgaier): Sonne über dem Neckarland. Landschaft, Geschichte, Kunst und Brauchtum des Neckarlandes. Anhang mit rund 350 Wandervorschlägen, Wissenswertes für die Autofahrer, über die Neckarschiffahrt, Jugendherbergen, Campingplätze und Aussichtstürme. Stähle & Friedel, Stuttgart 1966.
- Wiedersehen mit Südtirol. Hallwag, Bern 1967.
- Schwarzwald-Fiebel. Nach eigenem Gutdünken sorglich zusammengestellt, die wichtigsten Punkte alphabetisch geordnet, das Ganze mit allerlei Zutaten gewürzt und appetitlich verpackt, allen gereicht, die den Schwarzwald unbeschwert geniessen wollen. Rosgarten-Verlag, Konstanz 1967.
- Der Jura. Entdeckungsfahrten zwischen Rhein und Rhône. Hallwag, Bern 1968.
- (Zusammen mit Albert Allgaier): Donaufahrt mit dir. Landschaft, Geschichte, Kunst und Brauchtum des Donauraums vom Ursprung des Stroms bis Passau. Anhang mit 230 Wandervorschlägen und mehrtägigen Wanderungen, Wissenswertes für die Autofahrer, über die Donauschiffahrt, Jugendherbergen, Campingplätze und Aussichtstürme sowie einer Dampferfahrt von Passau bis Wien. Stähle & Friedel, Stuttgart 1969.
- (zusammen mit Toni Schneiders): Bodensee, Herz Europas. Stadler, Konstanz 1969.
- Auf tausend Treppen durchs Tessin. Hallwag, Bern 1970.
- Graubünden. Sonniges Land an Rhein und Inn. Hallwag, Bern 1971.
- Schwarzwaldstraßen, Schwarzwaldtäler. Badenia-Verlag, Karlsruhe 1972. ISBN 978-3-7617-0006-8.
- Die oberitalienischen Seen. Spiegel südlicher Landschaft. Hallwag, Bern 1972. ISBN 978-3-444-10096-3.
- Donau zwischen Wald, Wein und Wien. Hallwag, Stuttgart 1973. ISBN 978-3-444-10131-1.
- Kärnten. Brücke zum Süden. Hallwag, Bern 1974. ISBN 978-3-444-10162-5.
- (zusammen mit German Hasenfratz und Fred Hugel): Schwarzwald-Baar. Mosaik eines Landkreises. Theiss, Stuttgart 1975. ISBN 978-3-8062-0130-7.
- Rösselsprünge am Hochrhein. Stähle & Friedel. Stuttgart 1976. ISBN 978-3-8116-7033-4.
- Burgenland und Steiermark: so schön ist Österreichs Osten. Hallwag, Bern 1976. ISBN 978-3-444-10171-7.
- (zusammen mit Lothar Rohrer): Weshalb der Vogt Popolinus Mayer als Burggeist Poppele vom Höhenkrähen im Hegau umgehen muss, und was für Streiche er den Leuten dort spielt bis auf den heutigen Tag, das erzählt euch Max Rieple und Lothar Rohrer hat dazu die Bilder gemacht. Brigg, Augsburg 1978. ISBN 978-3-87101-110-8.
- (zusammen mit Boleslav Kvapil): Lockendes Land am Oberrhein. Weidling, Stockach 1978. ISBN 978-3-87101-137-5.
- (zusammen mit Boleslav Kvapil): Dieser zauberhafte Bodensee, Weidling Verlag, Stockach, o. J. ISBN 3-87101-116-9
- (zusammen mit Werner Stuhler): Lindau, Bodensee: ein Bildbuch. Stadler, Konstanz 1978. ISBN 978-3-7977-0028-5.

### Weitere Buchveröffentlichungen
- Christian Gotthard Hirsch. Leben und Werk. Kultur- und Gemeindeverwaltung Höchenschwand, Höchenschwand 1964.
- Freude mit Blumen. Stieglitz-Verlag Händle, Mühlacker 1966.
- 1:0 für Baby. Ein fröhliches Buch für alle werdenden Väter aus eigener Erfahrung geschrieben. Stadler, Konstanz 1966.
- Freude an Tieren. Stieglitz-Verlag Händle, Mühlacker 1967.